# Eugene Oberst
Eugene Oberst   (Owensboro, 23 de juliol de 1901 - Cleveland, 30 de maig de 1991) va ser un jugador de futbol americà, atleta, entrenador de futbol i bàsquet estatunidenc que va competir durant la dècada de 1920.
Nascut a Owensboro, Kentucky, va jugar a futbol a la Universitat de Notre Dame en la posició de bloquejador ofensiu sota les ordres de Knute Rockne, i va competir en atletisme en la prova del llançament de javelina. El 1924 va guanyar la medalla de bronze en aquesta prova als Jocs Olímpics de París. Posteriorment va fer d'entrenador de futbol a la Universitat Washington i LeeW (1929-1930), Canisius College (1931-1932) i John Carroll University (1946).

## Millors marques
- llançament de javelina. 61.74 metres (1924)[1][2]